# Staavia pinifolia
Staavia pinifolia är en tvåhjärtbladig växtart som beskrevs av Carl Ludwig von Willdenow. Staavia pinifolia ingår i släktet Staavia och familjen Bruniaceae. Inga underarter finns listade.